# Karl Heinrich Ludwig Pölitz
Karl Heinrich Ludwig Pölitz (* 17. August 1772 in Ernstthal; † 27. Februar 1838 in Leipzig) war ein deutscher Historiker.

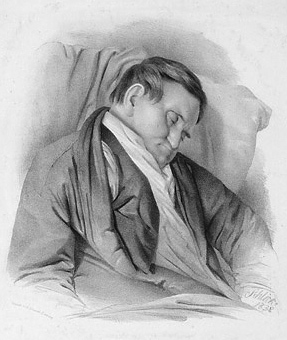
Totenbildnis des Professors Poelitz, gezeichnet von Gustav Schlick

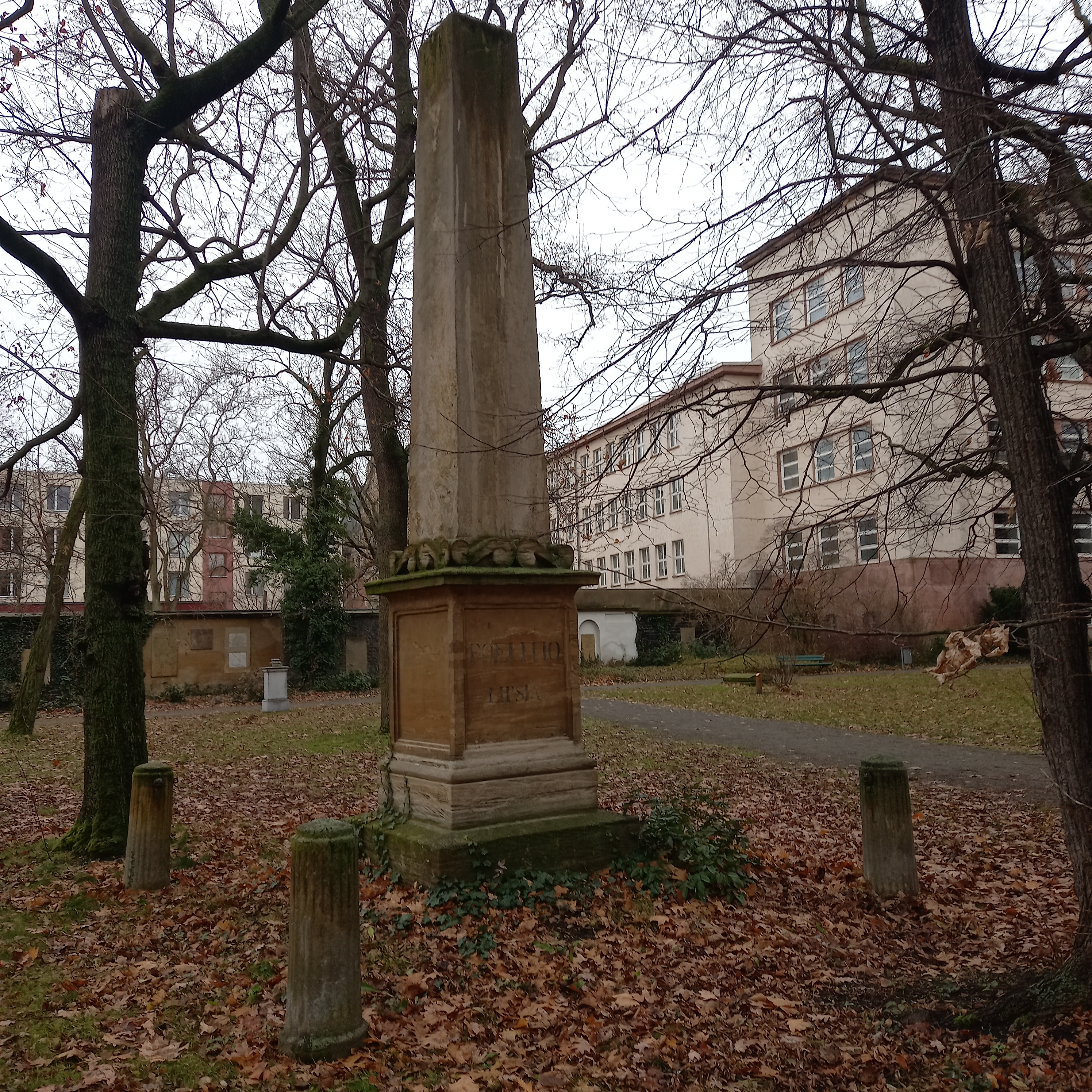
Das Grab von Karl Heinrich Ludwig Pölitz auf dem Alten Johannisfriedhof in Leipzig

## Leben
Karl Heinrich Ludwig Pölitz war seit 1794 in Leipzig Privatdozent der Philosophie und seit 1795 Professor der Moral und Geschichte an der Kadettenanstalt in Dresden. 1803 wurde er Professor in Wittenberg und 1815 Professor an der Universität Leipzig. Darüber hinaus gehörte er lange Zeit der Redaktion der 1800 gegründeten Leipziger Literaturzeitung an.

## Ehrungen
- Eine Straße im Leipziger Stadtteil Gohlis wurde nach Pölitz benannt: Die vormalige Turnerstraße trägt seit dem Jahr 1900 den Namen Pölitzstraße.[1]
- In Hohenstein-Ernstthal ist im Stadtteil Ernstthal ebenfalls eine Straße nach Pölitz benannt.

## Schriften (Auswahl)
- Semiramis. Ein romantisches Gemälde der Vorzeit. Cratz, Freyberg 1800. (Digitalisat)
- Versuch eines Systems des teutschen Styls, zu einem vollständigen Kursus der teutschen Sprache auf Akademien und Gymnasien. Vorlesungen über Fragmente aus teutschen Autoren, als Versuche in der Interpretation. Vier Teile. Anton, Görlitz 1800/1801. (Digitalisat Teil 1), (Teil 2)
- Elementarbuch des Wissenswürdigsten und Unentbehrlichsten aus der teutschen Sprache. Anton, Halle 1831. (Digitalisat)
- Allgemeine teutsche Sprachkunde, logisch und ästhetisch begründet, und mit literärischen Notizen begleitet. Schwickert, Leipzig 1804. (Digitalisat)
- Das Urchristenthum, nach dem Geiste der sämmtlichen neutestamentlichen Schriften entwickelt. Danzig 1804.
- Handbuch der Weltgeschichte. 3 Bände. Hinrichs, Leipzig 1805.
  - 7., von Friedrich Bülau und Karl Zimmer umgearbeitete und ergänzte Auflage unter dem Titel: Karl Heinrich Ludwig Pölitz’s Weltgeschichte für gebildete Leser und Studirende. J. C. Hinrichs’sche Buchhandlung, Leipzig 1851–1853.
- Die Aesthetik für gebildete Leser. Hinrichs, Leipzig 1807. (Digitalisat Teil1), (Teil 2)
- Geschichte, Statistik und Erdbeschreibung des Königreichs Sachsen und des Herzogthums Warschau für Selbstbelehrung und Jugendunterricht. 3 Bände. Hinrichs, Leipzig 1808 bis 1810. (Digitalisat Teil1), (Teil 2), (Teil 3)
- Die Staatslehre für denkende Geschäftsmänner, Kammeralisten und gebildete Leser. Zwei Teile. Hinrichs, Leipzig 1808. (Digitalisat Teil 1), (Teil 2)
- Der Rheinbund historisch und statistisch dargestellt. Hinrichs, Leipzig 1811. (Digitalisat)
- Handbuch der Geschichte der souverainen Staaten des Rheinbunds. 2 Bände. Weidmann, Leipzig 1811. (Digitalisat Band 1), (Band 2)
- Franz Volkmar Reinhard nach seinem Leben und Wirken Kunst- und Industrie-Comptoer von Amsterdam, Leipzig 1813/1815. (Digitalisat Band 1), (Band 2)
- Das teutsche Volk und Reich. Für akademische Vorträge dargestellt (Leipzig 1816)
- Geschichte des Königreichs Sachsen (Leipzig 1817)
- Geschichte des österreichischen Kaiserstaates. Weidmann, Leipzig 1817. (Digitalisat)
- Die Constitutionen der europäischen Staaten seit den letzten 25 Jahren, 3 Bände, Leipzig [u. a.]: Brockhaus, 1817 (Digitalisat)
- Geschichte der preußischen Monarchie. Weidmann, Leipzig 1818. (Digitalisat)
- Die Sprache der Teutschen. Philosophisch und geschichtlich für akademische Vorträge und für den Selbstunterricht (Leipzig 1820)
- Die Staatswissenschaften im Licht unsrer Zeit (Leipzig 1823, 5 Bde.; neue Aufl. 1827)
- Die europäischen Verfassungen seit 1789 bis auf die neueste Zeit (Leipzig 1817 bis 1825, 4 Bde.; 2. Aufl. 1832–33, 3 Bde.; Bd. 4 von Bülau, 1847)
  - 2. Auflage, Band 4, Teil 1, Leipzig 1847 (Volltext).
- Das Gesammtgebiet der teutschen Sprache nach Prosa, Dichtkunst und Beredsamkeit theoretisch und practisch dargestellt. Dritter Band: Sprache der Dichtkunst (Leipzig 1825) (Digitalisat und Volltext im Deutschen Textarchiv).
- Grundriss für encyklopädische Vorträge über die gesammten Staatswissenschaften (Leipzig 1825)
- Kleine Weltgeschichte. 6. Aufl. (Leipzig 1829)
- Die Regierung Friedrich Augusts, Königs von Sachsen (Leipzig 1830, 2 Bde.)
- Das constitutionelle Leben nach seinen Formen und Bedingungen (Leipzig 1831)
- Staatswissenschaftliche Vorlesungen für die gebildeten Stände in constitutionellen Staaten. Drei Teile (Leipzig 1831–1833)
- Kritische Übersicht der neuesten Literatur in dem gesamten Gebiete der Staatswissenschaften. Zwei Teile (Leipzig 1835)
- Österreichische Geschichte (neu hrsg. von Ottokar Lorenz, 3. Aufl., Wien 1877).